# Бужорянка
Бужорянка (рум. Bujoreanca) — село у повіті Димбовіца в Румунії. Входить до складу комуни Корнешть.
Село розташоване на відстані 36 км на північний захід від Бухареста, 40 км на південний схід від Тирговіште, 105 км на південь від Брашова.

## Населення
За даними перепису населення 2002 року у селі проживали 614 осіб, усі — румуни. Усі жителі села рідною мовою назвали румунську.